# Das magische Buch von Arkandias
Das magische Buch von Arkandias ist ein französischer Fantasyfilm von Alexandre Castagnetti und Julien Simonet aus dem Jahr 2014. Er basiert auf dem Roman Le Grimoire d'Arkandias von Éric Boisset.

## Handlung
Theo ist ein Loser, wie er im Buche steht. Er wird ständig von den anderen Schülern gehänselt. Sein bester Freund Bonav, ein dicklicher, langhaariger Junge steht ihm dabei in nichts nach. Dazu kommt, das seine Mutter unlängst des Diebstahls bezichtigt wurde. Sie soll einen Van Gogh bei ihrer Putzstelle mitgehen gelassen haben. tatsächlich waren es die stadtbekannten Boucher-Schwestern, die sich als Schornsteinfegerinnen verkleidet hatten. Doch sie kann ihre Unschuld nicht beweisen und findet keine neue Stelle. Die Familie steht daher kurz davor ihr Haus zu verlieren.
Eines Tages befindet sich Theo in der Bibliothek, als er mitbekommt, wie ein mysteriöser Mann in eine geheime Ecke der Bibliothek geht. Als dieser sein Wohnmobil wegfahren muss, geht Theo in die ihm bisher unbekannte Abteilung der Bibliothek und entwendet das Grimoire, das der Fremde gesucht hat. Als er es liest entdeckt er einen Zauberspruch, der einen Ring erschafft, der seinen Träger unsichtbar macht. Damit will er die Unschuld seiner Mutter beweisen. Er weiht Bonav ein und die beiden besorgen die Zutaten. Anschließend überreden sie Laura, Bonavs heimliche Flamme, die zum Zauberspruch gehörende Flötenmusik zu spielen. Sie lassen sie jedoch im Unklaren, wofür sie den Ring brauchen. Tatsächlich gelingt der Zauberspruch und der Ring hat auch die erwartete Wirkung. Doch der Affe des Fremden entwendet das Grimoire.
Nach einigen Probedurchläufen und Schabernack bekommt Laura auch mit, worum es geht. Theo schleicht sich unsichtbar bei den Boucher-Schwestern ein, wird jedoch entdeckt und eine der Schwestern entwendet ihm den Ring, während er noch unsichtbar ist. Er kann nun die Wirkung nicht mehr rückgängig machen. Die drei freunde suchen den Fremden auf, der sich als Agénor Arkandias zu erkennen gibt. Er erklärt den drei Jugendlichen, das Theo nur noch drei Tage habe, bevor er sich in „Nichts“ auflösen würde. Sie benötigen den Ring. Nur wenn er vernichtet wird, würde der Fluch aufgehoben. Widerwillig erklärt sich Agenor bereit, den Jugendlichen zu helfen und macht sich an die Suche nach den Zutaten für den Vernichtungszauber.
Derweil brechen die drei Schwestern in diverse Banken ein. Die Freunde finden das Versteck der drei Schwestern, werden jedoch gefangen genommen. Die Schwestern zwingen sie dazu, zwei weitere Ringe anzufertigen, worauf die Jugendlichen eingehen. Doch die Schwestern lassen sie anschließend nicht gehen, sondern nehmen die Jugendlichen weiter als Geiseln und wollen sie anschließend loswerden. theo gelingt es schließlich zwei der Schwestern zu vernichten, in dem er ihre Ringe berühren lässt, was zu einer magischen Kettenreaktion führt. Die beiden lösen sich auf. Es gelingt ihnen schließlich die beiden Ringe zu Agenor zu bringen. Da sie nicht mehr wissen, welches der richtige war, vernichten sie beide. Théo ist geheilt.
Anschließend zieht Agénor Arkandias weiter, um einen Trank für ewiges Leben zu suchen. Théo, Laura und Bonav werden zu einer Clique in der Schule. Eine der Boucher-Schwestern zieht weiter mit dem Ring durch die Gegend und posiert unsichtbar als Model auf Fotos.

## Hintergrund
Der Film basiert auf dem Roman Le Grimoire d'Arkandias von Éric Boisset aus dem Jahr 1993, dem Auftakt seiner Trilogie über den magischen Gelehrten Agénor Arkandias. Das Drehbuch schrieben Alexandre Castagnetti und Julien Simonet, die beiden Regisseure des Films, die sich von Fantasyfilm und den Filmen der 1980ern inspirieren ließen. Boisset mochte die Interpretation seines Romans und war sowohl bei den Dreharbeiten, als auch bei den Vorpremieren anwesend. Das Drehbuch las er vorher, beteiligte sich aber selbst nicht daran.

## Rezeption
Das Lexikon des internationalen Films schrieb: „Unterhaltsamer Abenteuerfilm mit sympathischen Charakteren und feinem Humor, in dem die Fantasy- und Action-Elemente zugunsten einer märchenhaften Atmosphäre und kindgerechten Erzählweise stark zurückgenommen sind. Eine dezente Coming-of-Age-Geschichte richtet sich auch an ältere Kinder.“

## Synchronisation
Die deutsche Synchronbearbeitung entstand 2016 nach einem Dialogbuch von Ingrid Metz-Neun und unter der Dialogregie von Saša Amic bei der Metz-Neun Synchron Studio und Verlags GmbH in Offenbach.
| Darsteller        | Rolle          | Synchronsprecher  |
| ----------------- | -------------- | ----------------- |
| Christian Clavier | Arkandias      | Tobias Meister    |
| Isabelle Nanty    | Bertha Boucher | Dorothea Reinhold |
| Timothée Coetsier | Bonav          | Lotta Kraus       |
| Armelle           | Julie Boucher  | Sandra Lühr       |
| Pauline Brisy     | Laura          | Nina Amerschläger |
| Anémone           | Marion Boucher | Sibylle Nicolai   |
| François Rollin   | Sigmar         | Sascha Nathan     |
| Ryan Brodie       | Théo           | Leo Amic          |